# Napaiader
I grekisk mytologi är napaiaderna (grekiska: νάπη, "skogrik däld", "liten skogsdal") en grupp skogsnymfer som levde i dalar, lundar och grottor.